# 劳动人民社会党
劳动人民社会党（羅馬化：Sotsialisticheskaya partiya trudyashchikhsya，缩写为，SPT）是俄罗斯的一个已不存在的民主社会主义政党。1991年10月26日，以罗伊·梅德韦杰夫为代表的苏共马克思主义纲领部分成员建立该党。在该党第一次代表大会上通过的《劳动人民社会党纲领》指出，该党“捍卫脑力和体力劳动者、集体和收入来源于个人劳动和财产的个人生产者的利益”。1992年，该党的实力达到顶峰，有7万成员。1993年，该党的成员纷纷转投新成立的俄罗斯联邦共产党，成员锐减至7000。1999年，该党仅剩3000—4000名成员。2001年，该党解散。